# Larrivière-Saint-Savin
Larrivière-Saint-Savin je naselje in občina v francoskem departmaju Landes regije Akvitanije. Naselje je leta 2009 imelo 593 prebivalcev.

## Geografija
Kraj leži v pokrajini Gaskonji ob reki Adour, 15 km jugovzhodno od Mont-de-Marsana.

## Uprava
Občina Larrivière-Saint-Savin skupaj s sosednjimi občinami Artassenx, Bascons, Bordères-et-Lamensans, Castandet, Cazères-sur-l'Adour, Grenade-sur-l'Adour, Lussagnet, Maurrin, Saint-Maurice-sur-Adour in Le Vignau sestavlja kanton Grenade-sur-l'Adour s sedežem v Grenadi. Kanton je sestavni del okrožja Mont-de-Marsan.

## Zanimivosti
- cerkev Saint-Savin,
- neogotska kapela Notre-Dame-du-Rugby,
- arena Jean Durrieu,
- megalit Guillay.